# Newmiln (Findo Gask)

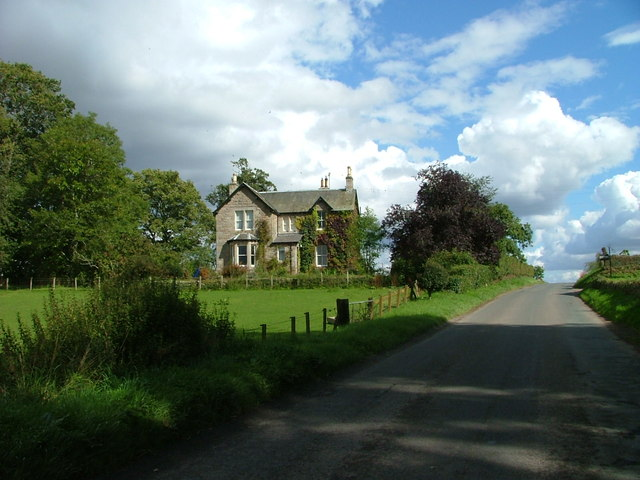
Haus in Newmiln

Newmiln ist eine kleine Ortschaft, die im Norden von Schottland zwischen Perth im Osten und Crieff im Westen in der Region Perth and Kinross liegt. Im Rahmen der historischen Gliederung Schottlands in Civil Parishes zählt es zu Findo Gask, das zu Perthshire gehörte.
Newmiln liegt südlich des Quellgebietes des Flusses Pow Water. Die Umgebung ist dünn besiedelt und landwirtschaftlich geprägt. Die nächste größere Ortschaft ist Methven im Nordosten. Kleinere in der Nachbarschaft sind Tibbermore im Osten, Balgowan im Westen und Clathymore im Süden.